# Dalnoky Viktor
Dalnoky Viktor, született Dalnoki Győző Emil, névváltozat: Dálnoki (Nagyvárad, 1866. június 20. – Budapest, 1955. február 13.) operaénekes (bariton) és -rendező, fogorvos. Dalnoki Béni tenorista és Conti Fáni alténekesnő fia.

## Élete
Színházi családból származván és az orvosi pálya iránt is vonzódva, nem tudott a kettő között dönteni, egész életében mindkettőt párhuzamosan művelte.
Budapesten, Bécsben és Berlinben végezte az orvosegyetemet. Az osztrák fővárosban volt kezdő fogdoktor, kezelte a császári család tagjait is, s mellette képezte hangját.
Színpadi pályája 1900-ban Pozsonyban indult, a következő évben Budapestre jött, és a Népszínház, majd a Magyar Színház művésze volt, főként operettekben szerepelt. 1901. május 5-én Budapesten, a Ferencvárosban feleségül vette a bécsi születésű Lorzia Auguszta Eleonóra Borbálát.

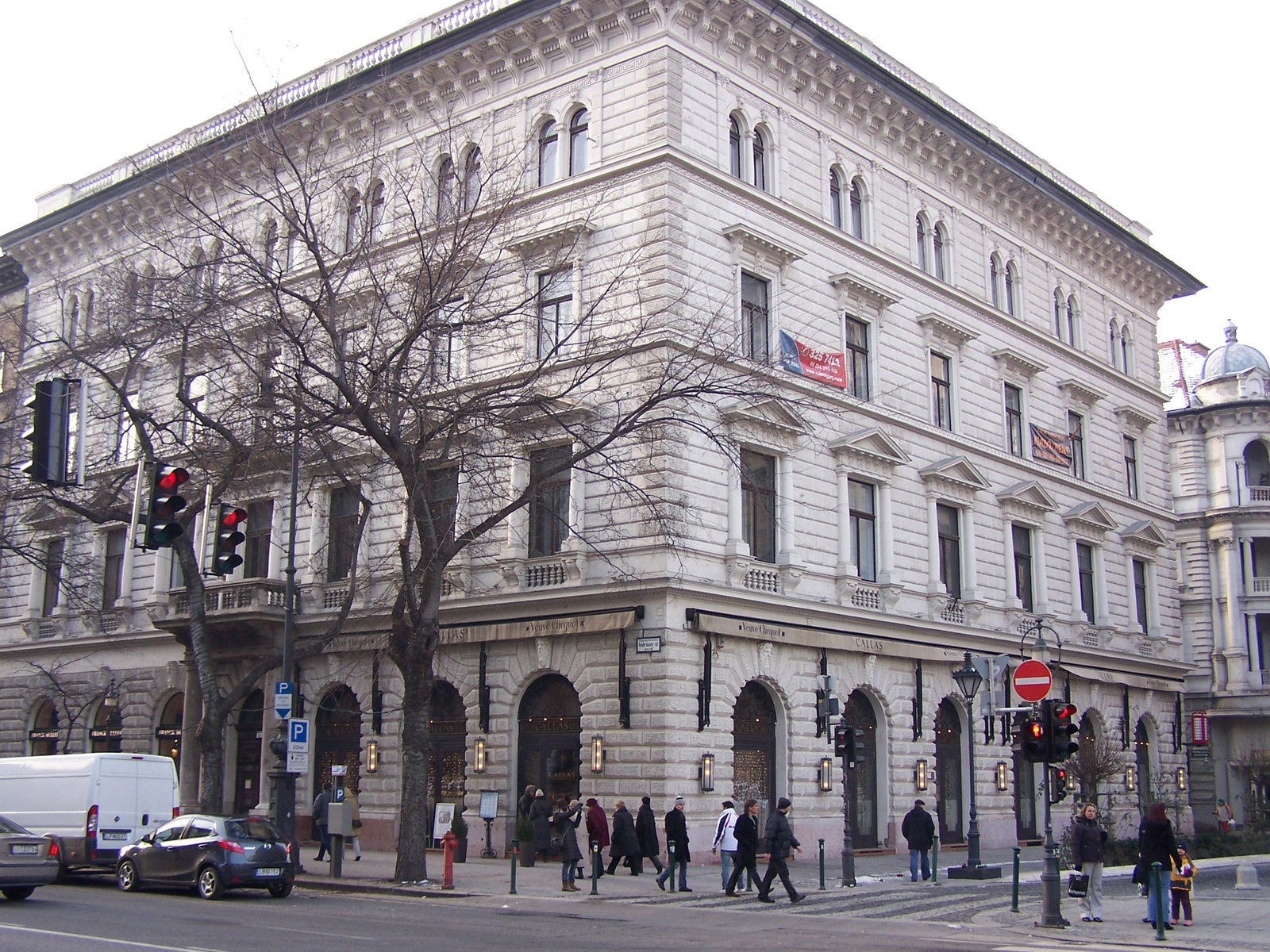
Egykori lakhelye, a Gomperz-palota

1902-ben néhány hónapra a bécsi Udvari Opera tagja lett. 1903 elején szerződtette a Magyar Királyi Operaház, melynek szülei megnyitása óta tagjai voltak. Édesanyja 1908-ban egy olyan Nürnbergi mesterdalnokok-előadás közben halt meg, amiben Dalnoky Viktor Sixtus Beckmessert alakította. Az első világháborút – számos kitüntetést szerezve – ezredorvosként küzdötte végig. A Tanácsköztársaság utáni operaházi konszolidáció idején, 1919. szeptember 16-án nevezték ki rendezőnek, egy évadra. 1928-ban nyugdíjazta énekesként a dalszínház, ekkor a Városi Színház főrendezője lett egészen 1930-ig. (1922 és '24 között már rendszeresen vendégszerepelt itt.)
1930. február 28-án újraházasodott: Budapesten, a Terézvárosban feleségül vette a nála 28 évvel fiatalabb Nemes Rozáliát.
Közvetlenül az Operaház mellett, a Gomperz-palotában (VI. kerület, Andrássy út 20.) lakott.
Személyiségéhez a buffó szerepek álltak a legközelebb. Vidám történeteivel gyakori szereplője volt a színházi és bulvárlapoknak. 1955-ben halt meg. Özvegye, Nemes Róza 15 évvel élte túl, 1970. november 16-án hunyt el.

## Szerepei
- Delibes: Lakmé — Frederic
- Erkel Ferenc: Bánk bán — Biberach
- Kodály: Háry János — Napóleon
- Frédéric Le Rey(wd): A Vesta-szüzek — Scopas
- André Messager(wd): Fortunio — Landry
- Mozart: Szöktetés a szerájból — Szelim pasa
- Mozart: Don Juan — Masetto
- Mozart: Figaro házassága — Antonio
- Mozart: A varázsfuvola — Papageno
- Poldini Ede: Farsangi lakodalom — Domokos
- Puccini: Manon Lescaut — Géronte de Ravoir
- Puccini: Bohémélet — Schaunard
- Puccini: Pillangókisasszony — Sharpless
- Puccini: Tosca — A sekrestyés
- Siklós Albert: A tükör — Pierrot [pantomim]
- Johann Strauss d. S.: A cigánybáró — Zsupán Károly; Gábor diák
- Johann Strauss d. S.: A denevér — Dr. Frank
- Richard Strauss: A rózsalovag — Faninal
- Stravinsky: Petruska — Varázsló
- Thomas: Mignon — Laertes
- Wagner: A nürnbergi mesterdalnokok — Sixtus Beckmesser

## Rendezései
| - Ábrányi Emil: A vak katona (1923) - Adolphe Adam: A nürnbergi baba (1924) - Daniel-François-Esprit Auber: Fra Diavolo (1922) - Ludwig van Beethoven: Fidelio (1929) - Berény Henrik: Hasis (1923) - Georges Bizet: Carmen (1922) - Pjotr Iljics Csajkovszkij: Jolantha (1929) - Gaetano Donizetti: Lammermoori Lucia (1928) - Erkel Ferenc: Bánk bán (1923) - Goldmark Károly: Sába királynője (1923) - Engelbert Humperdinck: Jancsi és Juliska (1923) - Ruggero Leoncavallo: Zazà (1923) - Pietro Mascagni: Parasztbecsület (1923) - Victor Massé: Jeanette menyegzője (1923) - Jules Massenet: Manon (1924) - Jules Massenet: Don Quijote (1929) - Giacomo Meyerbeer: A hugenották (1929) | - Wolfgang Amadeus Mozart: Don Juan (1930) - Wolfgang Amadeus Mozart: Figaro házassága (1929) - Nádor Mihály: Donna Anna (1920) - Giacomo Puccini: Tosca (1924, 1944) - Giacomo Puccini: Bohémélet (1944) - Giacomo Puccini: Pillangókisasszony (1938) - Gioachino Rossini: A sevillai borbély (1919, 1937) - Sági Cservinka Henrik: Liliomhullás (1929) - Siklós Albert: A tükör (1923) - Bedřich Smetana: Az eladott menyasszony (1924) - Franz von Suppé: A szép Galathea (1923) - Ambroise Thomas: Mignon (1929) - Giuseppe Verdi: Ernani (1928) - Giuseppe Verdi: Luisa Miller (1929) - Giuseppe Verdi: Álarcosbál (1937) - Richard Wagner: A bolygó hollandi (1919) - Carl Maria von Weber: A bűvös vadász (1919, 1922) |

## Írásai
- Szép emlékek nagyon szép időkből (Magyar Fogorvosok Lapja, 1932)